# NGC 5724
NGC 5724 (другие обозначения — MCG 8-27-16, PGC 52360) — галактика в созвездии Волопас.
Этот объект входит в число перечисленных в оригинальной редакции «Нового общего каталога».